# مو دنگ
مو دنگ (به تایلندی: หมูเด้ง) (به انگلیسی: Moo Deng) یک اسب آبی کوتوله است که در باغ‌وحش خائو خئو در استان چونبوری، تایلند زندگی می‌کند. مو دنگ در سپتامبر ۲۰۲۴ به‌عنوان یک میم اینترنتی محبوب پس‌از انتشار تصاویر او در فضای مجازی، شهرت یافت.

## پس‌زمینه
مو دنگ در ۱۰ ژوئیه ۲۰۲۴ از پدر و مادر جونا (به تایلندی: โยนาห์) و تونی (به تایلندی: โทนี่) به دنیا آمد. نام او از‌طریق یک نظرسنجی عمومی انتخاب شد و بیش از ۲۰۰۰۰ نفر به «مو دنگ» رای دادند که به معنای «خوک پرنده» ترجمه می‌شود. مو دنگ دو خواهر و برادر دارد: برادرش مو تون (به تایلندی: หมูตุ๋น) به معنی گوشت خوک خورشتی و خواهرش مو وان (به تایلندی: หมูหวาน)، به معنای گوشت خوک شیرین.

## محبوبیت آنلاین
باغ‌وحش خائو خئو تصاویری از اسب آبی‌های کوتوله خود را در صفحه رسمی فیس‌بوک باغ‌وحش منتشر کرد و مو دنگ به‌سرعت موردعلاقه کاربران شبکه‌های مجازی قرار گرفت. مو دنگ نسبت به اسب آبی‌های دیگر بازیگوش‌تر و پرانرژی‌تر است. در پاسخ به محبوبیت او، باغ‌وحش اعلام کرد که لباس و سایر کالاهای دارای طرح‌های مبتنی‌بر مو دنگ را به فروش خواهد رساند. شرکت‌های دیگری براساس مو دنگ کالا تولید کرده‌اند، از جمله یک قنادی، که کیکی به شکل واقعی او ایجاد کرد. علاوه‌بر این، سفورا یک آموزش آرایشی با الهام از او منتشر کرد. مو دنگ سوژه بسیاری از فن آرتها شده است.
به‌دلیل محبوبیت آنلاین ویروسی مو دنگ، تعداد بازدیدکنندگان روزانه باغ‌وحش در اوایل سپتامبر ۲۰۲۴ دو برابر شد. برخی از بازدیدکنندگان مو دنگ را با پاشیدن آب و پرتاب اشیا به‌سمت او برای بیدار کردنش مورد آزار و اذیت قرار دادند. در نتیجه، باغ‌وحش خائو خئو دوربین‌های امنیتی‌ای در اطراف محوطه نگهداری او نصب کرد و همچنین مدیر باغ‌وحش تهدید کرد با بازدیدکنندگانی که او را مورد آزار و اذیت قرار داده‌اند، برخورد قانونی خواهد کرد. آزار و اذیت مو دنگ توسط بازدیدکنندگان به‌طور گسترده در فضای مجازی محکوم شده است. باغ‌وحش همچنین محدودیت زمانی پنج دقیقه‌ای برای بازدیدکنندگان در نظر گرفته است تا حجم بالایی را در خود جای دهند.
در سپتامبر ۲۰۲۴، نارونگویت چودچوی، مدیر باغ‌وحش خائو خئو اعلام کرد باغ‌وحش فرایند کپی رایت و علامت تجاری «مو دنگ اسب آبی» را برای جمع‌آوری کمک‌های مالی برای باغ‌وحش آغاز کرده است. همچنین باغ‌وحش قصد دارد یک پخش زنده ۲۴ ساعته راه‌اندازی کند.
ارز دیجیتال Moo Deng (مو دنگ) یکی از پروژه‌های جدید و منحصربه‌فرد در دنیای کریپتوکارنسی است که با الهام از محبوبیت اینترنتی اسب آبی کوتوله مو دنگ از تایلند، طراحی و عرضه شده است. این پروژه به عنوان یک میم کوین (Meme Coin) شناخته می‌شود و بر پایه جامعه طرفداران و هجوم کاربران به سمت توکن‌های سرگرم‌کننده و نمادین شکل گرفته است.